# Шумные согласные
Шумные согла́сные (также обструэнты) образуются в результате препятствия воздушному потоку, вызывающего повышенное давление воздуха в голосовом тракте. В фонетике, артикуляция делится на два больших класса шумных и сонорных.
Артикуляция обструэнтов предусматривает полное закрытие голосового тракта, либо частичное, то есть стриктуру, вызывающую трение. Обе группы ассоциируются с их шумной составляющей.
Шумные делятся на взрывные согласные, аффрикаты и фрикативные. В отличие от сонантов, шумные имеют парность звонкой и глухой согласных фонем, имеющих одинаковое место артикуляции.
Характерным признаком шумных согласных является шум от сближения органов произношения, который или составляет всё содержание звука, или преобладает над голосом. Таким образом, голос при произношении шумных согласных или отсутствует, или играет второстепенную роль. В русском языке к шумным согласным принадлежат:
- глухие шумные согласные [k], [x], [p], [f], [t], [s], [ʂ], [ɕ].
- звонкие шумные согласные [g], [j], [b], [v], [z], [ʐ].

Согласные [v] и [j] занимают промежуточное положение между звонкими шумными согласными и сонорными.[почему?]